# Phoenicurus schisticeps
El colirrojo gorgiblanco (Phoenicurus schisticeps) es una especie de ave paseriforme de la familia Muscicapidae propia de las montañas Asia.

## Distribución y hábitat
Se encuentra en el Himalaya oriental y sus estribaciones, distribuido por Bután, China, el noreste de la India, el norte de Birmania y Nepal.
Su hábitat natural son los bosques y zonas de matorral de montaña.